# Cyathea emilei
Cyathea emilei är en ormbunkeart som beskrevs av Janssen och Rakotondr. Cyathea emilei ingår i släktet Cyathea och familjen Cyatheaceae. Utöver nominatformen finns också underarten C. e. dauphinensis.